# Tren de joguina

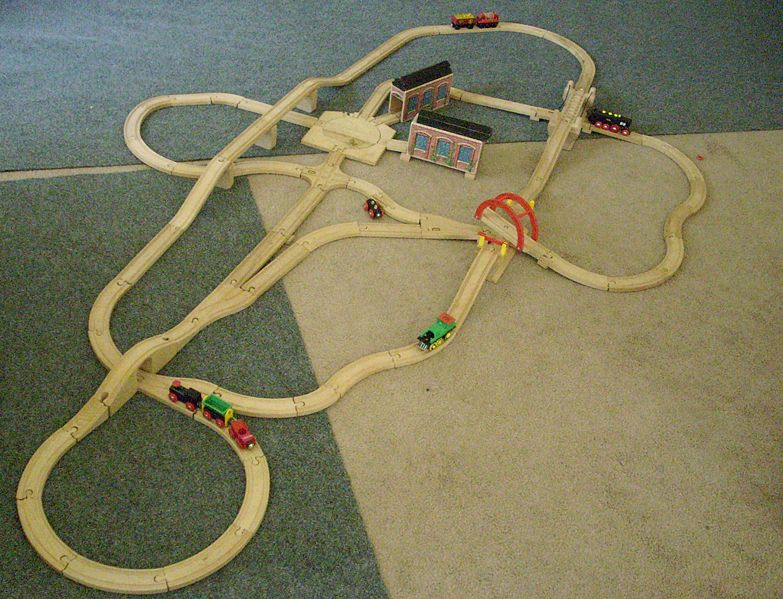
Tren de joguina de fusta

Un tren de joguina és una joguina que representa un tren. Es distingeix d'un tren de modelisme perqué fa èmfasi en el baix cost i la durabilitat, en lloc de ser modelat a escala de l'original. Pot ser una reproducció en miniatura d'un tren o d'un element d'un tren (locomotora, equip remolcat ...) com a joguina.

## Descripció

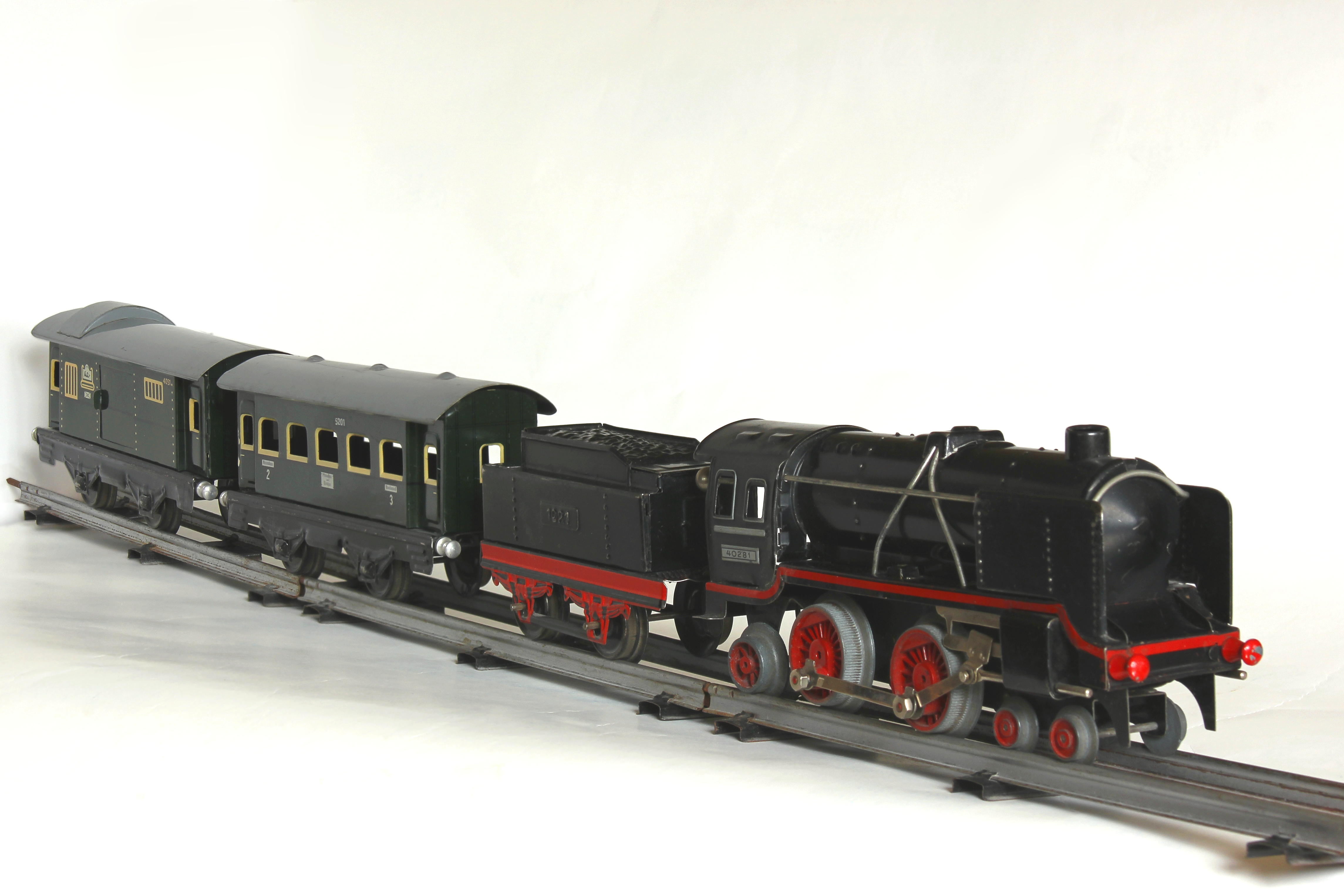
Tren de corda fabricat per Distler del voltant de 1950

Avui dia un tren de joguina està fet amb la intenció de ser un ferrocarril en miniatura i reproduir el principi de funcionament dels trens reals durant una sessió de joc: desplaçaments d'una estació a una altra, maniobres, intercanvis de cotxes. La seva propulsió generalment està garantida per un sistema únic: mecànic, elèctric, o fins i tot vapor («carpet railways» de l'Època victoriana), sense descomptar els sistemes de corda de rellotgeria, etc. Molts dels trens model actuals també es poden considerar com a joguines, sempre que no siguin estrictament a escala a favor d'una robustesa adequada per als infants.
Encara que dins l'entorn del modelisme ferroviari, el terme "tren de joguina" designa una reproducció basta d'un tren, que no es totalment fidel amb reproducció d'un prototip real, els trens de joguina no estan del tot exclosos del modelisme ferroviari, especialment si serveixen per reproduir una xarxa en miniatura, quan es tenen restriccions de temps. Els fanàtics dels trens de joguina europeus es reuneixen a l'European Ferroviphile Circle (EFC).

## Història

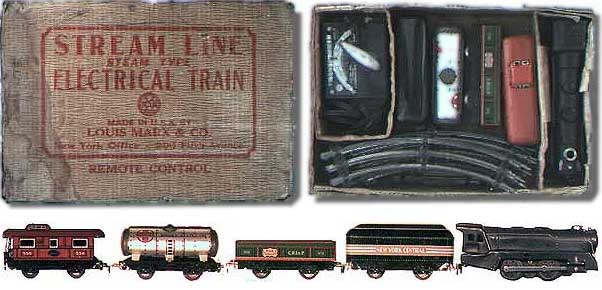
Conjunt de trens de joguina de Marx realitzat de 1940 a 1950

Els primers trens de joguina eren de plom i no tenien parts mòbils. Alguns tenien rodes que giraven, però havien de ser arrossegats a mà. Alguns dels trens de joguina de principis del segle xix van ser fabricats amb planxa d'argent, com les joguines de locomotores grans i estilitzades dels EUA, que estaven pintades de color vermell i daurat i decorats amb cors i flors. Al voltant de 1875, els avenços tecnològics en materials i manufactures van permetre estampar, tallar, rodar i litografiar més ràpid que mai.
Els trens de joguina es van revolucionar quan Märklin, empresa alemanya especialitzada en accessoris per a cases de nines, va buscar crear una joguina equivalent per als nois, on es podia assegurar un flux constant d'ingressos mitjançant la venda d'accessoris addicionals després de la compra inicial. Apart de les caixes que contenien un tren i una pista, Märklin va oferir com extres, material mòbil i edificis venuts per separat, creant el predecessor per a la distribució de maquetes modernes de trens amb edificis i paisatges.

## Normes
Els primers estàndards àmpliament adoptats per als trens de joguina van ser introduïts per Märklin a Leipzig, Alemanya, el 1891 .
| Nom de la norma | Ample de la via (mètric/imperial) exterior dels rails | mida                      | Comentaris |
| --------------- | ----------------------------------------------------- | ------------------------- | --- |
| Calibre # 5     | 120 mm o 4,72 in                                      | 1: 8                      | També conegut com V («cinc» en números romans)                                                                        |
| Calibre # 4     | 75 mm o 2,95 in                                       | 1:11 o 1:20               | També conegut com IV («quatre») o calibre 3. també conegut com 2 15⁄16 in (74,61 mm).                                 |
| Calibre # 3     | 67 mm o 2,64 in                                       | 1:16 o 1:22 o 1:23        | També conegut com a calibres III, II, IIa.                                                                            |
| Calibre # 2     | 54 mm o 2,13 in                                       | 1: 22.5 o 1:27 o 1:28     | També conegut com a calibre II .                                                                                      |
| Calibre # 1     | 45 mm o 1,77 n                                        | 1:32 o 1:30               | També conegut com calibre. Utilitzat per l'escala G moderna.                                                          |
| Calibre # 0     | 35 mm o 1,38 in                                       | 1:48 o 1:43 o 1:45 o 1:64 | Es va introduir més tard, al voltant de 1900. Això és a prop de l'ample O modern (32 mm o 1,26 en l'ample de la via). |